# Ratnički hram u Chichen Itzi
Ratnički hram je jedna od preživjelih građevina u starom gradu Chichen Itzi. Najreprezentativnija je građevina majansko-toltečke civilizacije uz El Castillo i opservatorij El Caracol. Zbog toga je Chichén Itzá upisana na UNESCO-ov popis mjesta svjetske baštine u Americi 1988. godine.
Hram se sastoji od velike piramide sa stubištem kojoj je na pročelju i krilu su redovi uklesanih stubaca s prikazanim ratnicima. Ovaj je kompleks analogan Hramu B u toltečkom glavnom gradu Tuli i pokazuje neki oblik kulturnog dodira između dviju regija. Ova u Chichen Itzi je znatno veća. Na vrhu stubišta koje vodi do vrha piramide i vodi do ulaza u piramidin hram je Chac Mool.
U hramu je bivša struktura zvana Hram Chac Moola. Arheološku ekspediciju i restauraciju ove zgrade poduzeo je Carnegijev institut iz Washingtona od 1925. do 1928. godine. Ključni član ove restauratorske akcije bio je Earl H. Morris koji je objavio rad o ovoj ekspediciji u dva sveska naslova Temple of the Warriors.
Duž južnog zida Ratničkog hrama je niz danas izloženih stupova, iako kad je grad bio naseljen nosio bi ekstenzivni krovni sustav. Stupovi su u tri različita dijela: zapadna koja proširuje crte prednjeg dijela hrama. Sjeverna se pruža duž južnog zida hrama i sadrži stupove s uklesanim likovima vojnika u bas-reljefu. Sjeveroistočna skupina tvorila je očigledno neki mali hram na jugoistočnom kutu Ratničkog hrama.